# RheinNetz
Die RheinNetz GmbH ist ein deutscher Verteilnetzbetreiber für Strom, Gas und Fernwärme mit Sitz in Köln. Das Unternehmen ist eine Tochtergesellschaft der RheinEnergie.

## Unternehmensprofil
Mit etwa 1.200 Mitarbeitern versorgt die RheinNetz auf einer Fläche von 1761 km² etwa 2 Millionen Menschen mit Strom.

### Kennzahlen
| Netz-/Umspannebene                          | Netzlänge Kabel | Netzlänge Freileitungen |
| ------------------------------------------- | --------------- | ----------------------- |
| Hochspannung                                | 340             | 37                      |
| Mittelspannung                              | 6.939           | 353                     |
| Niederspannung (mit Hausanschlussleitungen) | 14.958          | 1.185                   |
| Gesamt                                      | 22.234          | 1.575                   |

| Druckstufe  | Netzlänge mit Hausanschlussleitungen |
| ----------- | ------------------------------------ |
| Hochdruck   | 435                                  |
| Mitteldruck | 4.438                                |
| Niederdruck | 4.027                                |
| Gesamt      | 8.900                                |

## Geschichte
Die RheinNetz wurde im Jahr 2006 unter dem Namen Rheinische NETZGesellschaft mbH gegründet. Im Zuge einer strukturellen Neuausrichtung wurde das Unternehmen 2025 in RheinNetz GmbH umbenannt.